# Résolution 367 du Conseil de sécurité des Nations unies
Membres permanents
- Chine
- États-Unis
- France
- Royaume-Uni
- URSS

Membres non permanents
- RSS de Biélorussie
- Cameroun
- Costa Rica
- Guyana
- Iraq
- Italie
- Japon
- Mauritanie
- Suède
- Tanzanie

Résolution no 366 Résolution no 368
La résolution 367 du Conseil de sécurité des Nations unies fut adoptée le 12 mars 1975. Après avoir reçu une plainte du gouvernement de la république de Chypre, le Conseil a de nouveau appelé tous les États à respecter la souveraineté, l'indépendance et l'intégrité territoriale de la république de Chypre.
Le Conseil a pris note de ses regrets face à la déclaration unilatérale d'un « État turc fédéré », même s'il ne souhaitait pas préjuger du règlement politique définitif du problème. La résolution appelle ensuite à la mise en œuvre urgente et effective de la résolution 3212 de l'Assemblée générale, à demander au secrétaire général d'entreprendre une nouvelle mission pour convoquer les parties en les invitant à coopérer. Le Conseil a enfin appelé toutes les parties concernées à s'abstenir de toute action susceptible de compromettre les négociations et a prié le Secrétaire général de le tenir informées de la mise en œuvre des résolutions.
La résolution a été adoptée sans vote.